# موريس مولر (لاعب كرة قدم)
موريس مولر (بالألمانية: Maurice Müller)‏ (12 أغسطس 1992 بنورنبرغ في ألمانيا - ) هو لاعب كرة قدم ألماني في مركز الوسط. لعب مع SV Wacker Burghausen ‏ وTSV Steinbach Haiger ‏ وSpVgg Neckarelz ‏ وSG Quelle Fürth ‏.

## وصلات خارجية
- موريس مولر على موقع قاعدة بيانات كرة القدم.إي يو (الإنجليزية)
- موريس مولر على موقع بيانات كرة القدم. دي إي (الألمانية)
- موريس مولر على موقع Soccerway.com (الإنجليزية)
- موريس مولر على موقع عالم كرة القدم.نت (الإنجليزية)